# Бамматов, Динислам Хизриевич
Динислам Хизриевич Бамматов (24 октября 2001, Буйнакск, Дагестан, Россия) — российский борец греко-римского стиля, чемпион России.

## Спортивная карьера
Является уроженцем Буйнакска, родом из села Нижнее Казанище, воспитанник ДЮСШ села Буглен. В начале июля 2021 года в немецком Дортмунде стал серебряным призёром Первенства Европы, уступив в финале представителю Грузии Придону Абуладзе. В августе 2021 года в Уфе, одолев в финале, одолев в финале иранца Эсмаэли Леивеси, стал победителем Первенства мира. 7 февраля 2023 года в Уфе, одолев Садыка Лалаева, вышел в финал чемпионата России. 8 февраля 2023 года в финале чемпионата России одолел Эмина Сефершаева (8:6). 22 октября 2024 года в Тиране на Первенстве мира среди борцов до 23 лет дошёл до финала, в котором уступил Алишеру Ганиеву из Узбекистана, став серебряным призёром.

## Основные достижения
- Первенство Европы по борьбе среди юниоров 2021 — ;
- Первенство мира по борьбе среди юниоров 2021 — ;
- Чемпионат России по греко-римской борьбе 2023 — ;
- Чемпионат Европы по борьбе среди спортсменов до 23 лет 2024 — ;
- Чемпионат мира по борьбе среди спортсменов до 23 лет 2024 — ;

## Личная жизнь
По национальности — кумык.